# Rhynchagrotis belfragei
Rhynchagrotis belfragei är en fjärilsart som beskrevs av Smith 1890. Rhynchagrotis belfragei ingår i släktet Rhynchagrotis och familjen nattflyn. Inga underarter finns listade.